# Meus Prêmios Nick
I Meus Prêmios Nick è stata l'edizione brasiliana dei Nickelodeon Kids' Choice Awards. 
La prima edizione si è svolta nel 2000 sotto la denominazione di Prêmios Kids Choice ed è stata presentata da Márcio Garcia; in occasione dell'edizione seguente è stata rinominata col nome attuale.

## Presentatori e sedi nelle varie edizioni
La lista seguente illustra l'anno dell'edizione, conduttori, sede dell'evento e l'eventuale città ove si trova l'impianto
- 2001: Márcio Garcia - Qualistage (Rio de Janeiro)
- 2002: Márcio Garcia - Hopi Hari (Vinhedo)
- 2003: Márcio Garcia - Playcenter (San Paolo)
- 2004: Cast di Patrulha Nick  - Hopi Hari (Vinhedo)
- 2005: Márcio Garcia - Hopi Hari (Vinhedo)
- 2006: Cast di Patrulha Nick e Nick TôNicko - Qualistage (Rio de Janeiro) e Tokio Marine Hall (San Paolo)
- 2007: Fresno e NX Zero - Pepsi on Stage (Porto Alegre), Vibra São Paulo (San Paolo) e Qualistage (Rio de Janeiro)
- 2008: NX Zero - Pepsi on Stage (Porto Alegre), Vibra São Paulo (San Paolo) e Qualistage (Rio de Janeiro)
- 2009: Jullie, Marcelo Mancini e Lucas Silveira - Qualistage (Rio de Janeiro)
- 2010: Diego Ferrero e Lucas Silveira - Qualistage (Rio de Janeiro)
- 2011: Restart - Vibra São Paulo (San Paolo)
- 2012: Rodrigo Faro - Vibra São Paulo (San Paolo)
- 2013: Lucas Silveira - Vibra São Paulo (San Paolo)
- 2014: Richard Rasmussen e Sabrina Sato - Vibra São Paulo (San Paolo)
- 2015: Fábio Porchat - Vibra São Paulo (San Paolo)
- 2016: Christian Figueiredo - Vibra São Paulo (San Paolo)
- 2017: Larissa Manoela - Vibra São Paulo (San Paolo)
- 2018: Maisa Silva - Vibra São Paulo (San Paolo)
- 2019: João Guilherme - Vibra São Paulo (San Paolo)
- 2020: Bruno Gagliasso - Spettacolo virtuale
- 2021: Bianca Andrade e Bruno Carneiro Nunes - Studi di Nickelodeon (San Paolo)

## Premi

### Televisione
- Artista televisiva (Artista de TV feminina)
- Artista televisivo (Artista de TV masculino)
- Programma televisivo preferito (Programa de TV favorito)
- Serie animata preferita (Desenho favorito)

### Cinema
- Film dell'anno (Filme do ano)

### Musica
- Hit nazionale preferita (Hit nacional favorito)
- Hit internazionale preferita (Hit internacional favorito)
- Artista musicale preferito (Artista musical favorito)
- Gruppo musicale preferito (Grupo musical favorito)
- Rivelazione musicale (Revelação musical)
- Video musicale dell'anno (Clipe do ano)

### Miscellanea
- Gamer MVP
- Youtuber + cool
- InstaPets
- Fandom dell'anno (Fandom do ano)
- Coppia dell'anno (Ship do ano)
- Idolo rivelazione (Ídolo revelação)
- Icona fashion (Ícone fashion)
- Ispirazione dell'anno (Inspiração do ano)
- Creator geniale (Criador genial)

### Categorie ritirate
- Videogioco preferito (Game favorito)
- Atleta dell'anno (Atleta favorito)
- Cantante femminile preferita (Cantora favorita)
- Cantante maschile preferito (Cantor favorito)
- Cantante dell'anno (Cantor ou cantora do ano)
- Artista internazionale preferito (Artista internacional favorito)
- Personaggio televisivo preferito (Personagem de TV favorito)
- Donna dell'anno (Gata do ano)
- Uomo dell'anno (Gato do ano)
- Personalità dell'anno (Personalidade do ano)
- Esordiente dell'anno (Novato do ano)
- Umorista preferito (Humorista favorito)
- Video musicale preferito (Vídeo clipe favorito)
- Video musicale locale preferito (Vídeo clipe nacional favorito)
- Video musicale  internazionale preferito (Video clipe internacional favorito)
- Calciatore preferito (Jogador de futebol favorito)
- Antagonista preferito (Vilã favorita)
- App preferita (App favorito)
- Libro preferito (Livro favorito)
- Coppia dell'anno (Casal do ano)
- Pettinatura più pazza (Cabelo maluco)
- Dal mondo del web (Mundo web)
- Twitter dell'anno (Twitter do ano)
- Profilo social preferito (Tuiteiro favorito)
- Bagno di slime dell'anno (Banho de slime do ano)